# Harry Anderson
Harry Laverne Anderson (Newport, 14 ottobre 1952 – Asheville, 16 aprile 2018) è stato un attore e cabarettista statunitense.

## Biografia
Nato nella Contea di Newport, nello Stato del Rhode Island, nel 1962 si trasferì con il padre in California. Partecipò alla serie televisiva Giudice di notte per diversi anni, dal 1984 al 1992. Celebre cabarettista, presentò Ellen DeGeneres allo speciale della HBO Tenth Annual Young Comedians.
Si ricorda soprattutto per aver interpretato Richie Tozier ("Beep Beep" Richie) da adulto nel film It, tratto dall'omonimo romanzo di Stephen King. Dopo svariati film si è mostrato in alcuni cameo come in Tesoro... è in arrivo un bebè. Per il suo ruolo di Harry Stone ebbe varie nomination ai Premi Emmy (come Migliore attore in una serie comica o commedia) di varie edizioni: 1985, 1986 e 1987 senza mai vincerlo. Visse per un periodo a New Orleans.
Morì il 16 aprile 2018 all’età di 65 anni nella sua casa ad Asheville a seguito di un ictus dovuto a un'influenza che lo colpì il gennaio precedente.

## Vita privata
Si è sposato due volte: la prima volta nel 1977 con Leslie Pollack, da cui ha poi divorziato nel 1999, e la seconda con Elizabeth Morgan, che ha sposato nel 2000 e con cui è rimasto legato fino alla morte
Dalle relazioni ha avuto due figli: Eva e Dashiell William.

## Filmografia
- Twilight Theater - film TV (1982)
- 60 minuti per Danny Masters (The Escape Artist), regia di Caleb Deschanel (1982)
- Giudice di notte (Night Court) - serie TV, 193 episodi (1984-1992)
- Un salto nel buio (Tales from the Darkside) - serie TV, episodio 1x12 (1985)
- Un amore rinnovato (She's Having a Baby), regia di John Hughes (1988)
- Tanner '88 - miniserie TV, 2 episodi (1988)
- Spie, pasticci & bugie (Spies, Lies & Naked Thighs) - film TV (1988)
- Disneyland - serie TV, 2 episodi (1988-1989)
- Mother Goose Rock 'n' Rhyme - film TV (1990)
- I racconti della cripta (Tales from the Crypt) - serie TV, 1 episodio (1990)
- It - miniserie TV, 2 episodi (1990)
- Parker Lewis (Parker Lewis Can't Lose) - serie TV, 1 episodio (1992)
- Cin cin (Cheers) - serie TV, 6 episodi (1982-1993)
- Hearts Afire - serie TV, 1 episodio (1994)
- Night Stand - serie TV, 1 episodio (1996)
- Harvey - film TV (1996)
- The John Larroquette Show - serie TV, 1 episodio (1996)
- Lois & Clark - Le nuove avventure di Superman (Lois & Clark: The New Adventures of Superman) - serie TV, 1 episodio (1997)
- Dave's World - serie TV, 98 episodi (1993-1997)
- Noody - serie TV, 1 episodio (1998)
- Explore Our World - serie TV, 1 episodio (2000)
- Son of the Beach - serie TV, 1 episodio (2002)
- 30 Rock - serie TV, 1 episodio (2008)
- Una questione di fede (A Matter of Faith), regia di Rich Christiano (2014)

## Doppiatori italiani
Nelle versioni in italiano delle opere in cui ha recitato, Harry Anderson è stato doppiato da:
- Francesco Prando in Giudice di notte, 30 Rock
- Massimo Lodolo in It